# Германское язычество

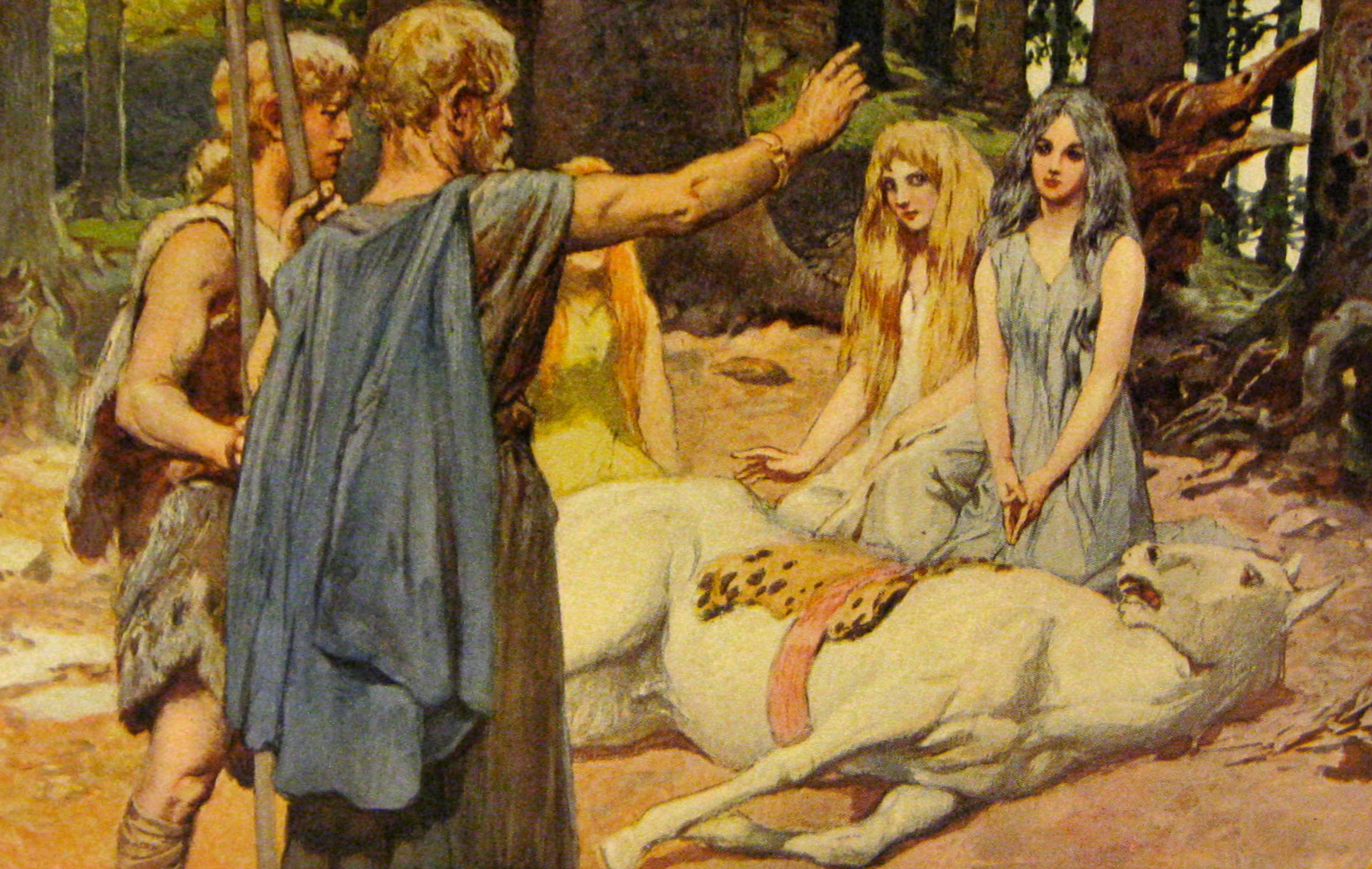
Второе Мерзебургское заклинание (1905) Эмиля Дёплера. Один заговаривает лошадь Бальдра, сидят три богини.

Германское язычество — духовное мировоззрение и религиозные практики древних германцев с эпохи Железного века до принятия ими христианства в Средневековье. Исследователи описывают его не как цельную религию, а скорее как систему связанных идей и практик. Включала германскую мифологию.
Язычество было разным в различных краях германского мира. Лучше всего отражена в источниках X—XI веков скандинавская религия, но также исследуется англо-саксонское язычество и континентальные германские источники.
Германское язычество было политеистичным, похожим на другие индоевропейские религии. Многие германские божества появляются под разными именами у разных германских племён, к примеру, бог известный западным германцам как Вотан, скандинавам известен как Один.

## Римские источники
Как писал Страбон, у кимвров жреческие функции выполняли седовласые женщины, которые предсказывали будущее следующим образом: пленникам перерезали горло и наблюдали, как их кровь заполняет специальные бронзовые котлы. Предсказания также делались по рассмотрению внутренних органов убитых пленных.
Юлий Цезарь в «Записках о Галльской войне» не подтверждал таких способов гадания. По его словам, прорицания у германцев делают матери семейств по жеребьёвым палочкам. О верованиях германцев он писал так:

У них нет друидов [жрецов у галлов], руководящих обрядами богослужения, и они не особенно усердствуют в жертвоприношениях. В качестве богов они почитают лишь солнце, огонь и луну, то есть только те [силы природы], которые они видят [собственными глазами] и в благоприятном влиянии которых имеют возможность воочию убедиться; об остальных богах они даже не слышали.
Тацит, писавший примерно спустя 150 лет после Цезаря в конце I века, фиксирует заметный прогресс германского язычества. Он сообщает о большой власти жрецов внутри германских общин, а также о богах, которым германцы приносят жертвы, включая человеческие. В их представлении земля родила бога Туистона, а его сын бог Манн породил германцев. Они также чтят богов, которых Тацит назвал римскими именами Меркурия, Марса и Геркулеса. Кроме того германцы поклонялись различным богиням, находя в женщинах особый священный дар. Разные племена имели свои особые обряды и собственных богов. Воля богов определялась при помощи гадания на деревянных плашках с вырезанными на них знаками (будущими рунами), по голосам и полёту птиц, по ржанью и фырканью священных белых коней. Богам не строили храмов, но «посвящали дубравы и рощи». Для предсказания исхода войны применялись поединки избранных соплеменников с захваченными представителями противника.

## Скандинавская мифология
Развитая скандинавская мифология, представляющая собой древнегерманский северный эпос, записывалась с XII века и создавалась во времена Великого переселения народов или позже. Сохранившийся древнеанглийский эпос (Беовульф, Видсид) не содержит описаний духовных воззрений его персонажей. Скудные сведения древнеримских авторов о языческих представлениях древних германцев почти не пересекаются с мифологией значительно более поздней эпохи викингов, к тому же записанной уже после обращения к христианству всех германских народов. В то время как христианство арианского течения стало распространяться среди готов в середине IV века, в Скандинавии язычество сохранялось до XI века.